# Difeomorfismo isocórico
En matemáticas e hidrodinámica, un difeomorfismo isocórico o isovolumétrico es un difeomorfismo que conserva el volumen. El movimiento de un fluido incompresible puede ser representado por difeomorfismos isocóricos.

## Grupo de Lie de difeomorfismos isocóricos
Si el conjunto de todos los difeomorfimos isocóricos de un dominio {\displaystyle \scriptstyle {\mathcal {M}}} se designa por {\displaystyle \scriptstyle \mathrm {SDiff} ({\mathcal {M}})} [donde la S se usa en anaología con la S de special en el grupo {\displaystyle \scriptstyle \mathrm {SL} (\mathbb {R} ^{n})} por ser su  jacobiano en cada punto igual a 1]. Este conjunto puede ser dotado de manera obvia de la estructura de grupo de Lie de dimensión infinita. Entonces el movimiento del fluido puede representarse por una simple curva sobre dicho grupo de Lie.
El álgebra de Lie asociada al grupo de Lie anterior, puede identificarse con el espacio vectorial [de dimensión infinita] de todos los campos vectoriales definidos sobre el fibrado tangente de {\displaystyle \scriptstyle {\mathcal {M}}}.

## Curvatura del grupo de difeomorfismos
Sobre el grupo de difeomorfismos isocóricos puede definirse una métrica de Riemann que convierte al grupo de Lie de difeomorfismos en una variedad de Riemann de dimensión infinita. Un resultado fundamental demostrado por Arnol'd es que dicha variedad tiene curvaturas seccionales negativas en un entorno del difeomorfismo unidad lo cual implica que las geodésicas de dicho sistema divergen.
La divergencia geodésica tiene gran importancia para explicar por qué el tiempo atmosférico es un sistema caótico altametne impredictible. La curvatura negativa y la divergencia geodésica implican que pequeñas desviaciones de las condiciones iniciales producen al cabo de un tiempo soluciones notablemente diferentes. Dado que los pronósticos del tiempo atmosférico se basan en un conjunto de observaciones iniciales con una precisión finita, cualquier diferencia por pequeña que sea entre la observación inicial y el valor real (que siempre existirá en términos prácticos) hará que al cabo de unos días la diferencia entre las simulaciones numéricas del tiempo atmosférico y el tiempo real habrá diferedio significativemente. Con los medios disponibles a principios del siglo XXI, el tiempo típico para una predicción es como máximo de unos 10 días, después de ese período las cálculos más exactos ya difieren notablemente de la realidad. La única posibilidad es aumentar la precisión de los datos iniciales.